# 平林武昭
平林 武昭（ひらばやし たけあき、1938年4月23日 - ）は、日本の実業家、日本システム技術株式会社（JAST）代表取締役社長。

## 人物・経歴
1938年（昭和13年）4月23日生まれ。1962年（昭和37年）3月、立教大学経済学部経済学科卒業。
大学卒業後、石川島播磨重工業（現・IHI）に入社。システムエンジニアを務め、米国から日本へ生産管理技術を持ち込む。
その後、工程管理システムの開発を進めて成果を上げ、ソフトウエアに無限の可能性を感じて同社を退社する。
1970年（昭和45年）、大阪万博のプロジェクトに参画し、先進的な工程管理システムの構築に関与し、1973年（昭和48年）3月、7人の陣容で日本システム技術株式会社（JAST）を設立し、代表取締役社長に就任。
一代で、同社の東証プライム市場への上場を果たし、連結従業員数約1500人、海外5カ国、8拠点を持つ大企業に育て上げた。